# ルドルフ 〜ザ・ラスト・キス〜
『ルドルフ 〜ザ・ラスト・キス〜』（原題：Rudolf ）は、フレデリック・モートンの小説「A Nervous Splendor」を原作とした2006年のミュージカル。1889年、オーストリア皇太子ルドルフがマイヤーリングで心中した事件を題材にした作品。作曲はフランク・ワイルドホーン、脚本をジャック・マーフィが担当した。作詞はジャック・マーフィーとナン・ナイトン。オーストリア・ウィーンで制作されたが、世界初演は2006年にハンガリーで行われた。

## 作品概要
初演は2006年5月26日、ハンガリー語翻訳版がブダペストで上演された。ウィーンでは2009年2月26日、ライムント劇場で上演された。日本では宮本亜門の演出により、2008年に上演された。韓国ではEMKミュージカルカンパニー制作による『皇太子ルドルフ』が2012年と2014年に上演、2017年に『ザ・ラストキス』が2018年まで上演予定。

## 登場人物
- ルドルフ：オーストリア皇太子
- マリー・ヴェッツェラ：男爵令嬢
- シュテファニー：ルドルフの妻、ベルギー王女
- ラリッシュ：伯爵夫人、マリーの友人、ルドルフの母方の従姉妹
- フランツ・ヨーゼフ：オーストリア皇帝
- ヨハン・ファイファー：手品師、狂言回し的な役割
- ツェップス：「ウィーン日報」の編集者
- ウィルヘルム：ドイツ皇帝
- エドワード：英国皇太子、ルドルフの友人
- ブラットフィッシュ：ルドルフの御者
- ターフェ：オーストリア首相

## あらすじ
ハプスブルク家の皇太子ルドルフは、厳格な父親との人間的・政治的対立で苦悩していた。妻シュティファニーとは冷え切った関係で、安らぎのない日々を送っていた。宮廷で開かれた舞踏会で、ルドルフは男爵令嬢マリーと出会って恋に落ち、密会を重ねる。自由と平等を夢見るルドルフに、ハンガリーの独立を願う勢力が接触してくる。自分の政治的理想とオーストリア皇太子としての立場との間で苦悩するルドルフ。そんな中、ルドルフとマリーの道ならぬ関係は、謀略家である首相にも知られることとなる。

## ミュージカルナンバー
| Act I - ウィーンのテーマ - 幕が上がれば - 名もなき男 - なぜ聞かない - ウィーンゲーム - 美しき戦争 - マリーのテーマ - この国を愛して - 踊れワルツを - エドワード皇太子のワルツ - マリーのワルツ - 踊れワルツを（リプライズ） - お休みウィーン - それ以上の… - 道はひとつ - 選ぶべき時 - Tra-la-la スケーティング・ソング - まるで恋人 - より良い世界 - 飛べない鳥 - 愛してる それだけ | Act II - 命令次第 - それは私 - 名もなき男（リプライズ） - ウィーンのテーマ（リプライズ） - パラダイスまで - 私という人間 - 明日への階段 - 愚かな英雄 - 不吉な影 - 道はひとつ（リプライズ） - 守るべきはこの国 - さよならが言えない - ただ君のために - 踊れワルツを（リプライズ） - 愛してる、それだけ（リプライズ） - それがウィーン（リプライズ） |

## 日本公演記録

### 2008年版
- 場所・日程
  - 帝国劇場（2008年5月6日 - 6月1日）
- スタッフ
  - 演出：宮本亜門

### 2012年版
2012年7月に、帝国劇場にて上演。イギリス人劇場監督デヴィッド・ルヴォーが演出したウィーン版が踏襲され、舞台装置はウィーンより空輸され、内容も2008年版とは大きく異なっている。

### 主なキャスト
|                      | 2008年     | 2012年   |
| -------------------- | ---------- | -------- |
| ルドルフ             | 井上芳雄   | 井上芳雄 |
| マリー               | 笹本玲奈   | 和音美桜 |
| シュテファニー       | 知念里奈   | 吉沢梨絵 |
| ラリッシュ           | 香寿たつき | 一路真輝 |
| フランツ・ヨーゼフ   | 壌晴彦     | 村井国夫 |
| ファイファー         | 浦井健治   | -        |
| ツェップス           | 畠中洋     | -        |
| ウィルヘルム         | 岸祐二     | -        |
| エドワード           | 新納慎也   | -        |
| ブラット・フィッシュ | 三谷六九   | -        |
| ターフェ             | 岡幸二郎   | 坂元健児 |

## 日本語訳
- フレデリック・モートン『ルドルフ　ザ・ラスト・キス』 富永和子訳、集英社文庫、2008年